# Parque nacional de Jebel Orbata
El parque Nacional de Jebel Orbata (en árabe: الحديقة الوطنية بجبل عرباطة‎) es un parque nacional de Túnez, situado en la gobernación de Gafsa, alrededor del Jbel Orbata.
Este parque de 5.746 hectáreas fue creado el 29 de marzo de 2010. Es administrado por el Ministerio de Agricultura, Recursos Hidráulicos y Pesca.
El objetivo de la creación de este parque es la preservación de una parte del ecosistema del Atlas tunecino, a través de la rehabilitación de una flora y una fauna rara y amenazada en esta región como el pino carrasco, el enebro, el arruí, la gacela de montaña y el avestruz. El resto de la fauna existente es muy variada y que consta de tres especies de anfibios , 24 de reptiles, 77 especies de aves y 19 especies de mamíferos.